# Đức Mẹ Mân Côi
Đức Mẹ Mân Côi (còn gọi là Đức Mẹ Mai Khôi, Đức Mẹ Môi Côi, Nữ Vương Rất Thánh Mân Côi) là một danh hiệu của Đức Trinh Nữ Maria trong mối quan hệ với Kinh Mân Côi. Lễ Đức Mẹ Mân Côi được cử hành vào ngày 7 tháng 10 hằng năm, kỷ niệm chiến thắng quyết định của liên minh Kitô giáo trước hạm đội của Đế chế Ottoman trong Trận hải chiến Lepanto năm 1571. Vì vậy trước đây, ngày lễ này còn được gọi là Lễ Đức Mẹ Chiến Thắng. Năm1960, Giáo hoàng Gioan XXIII đổi tên lễ này thành Lễ Đức Mẹ Mân Côi như ngày nay.